# 明孝陵博物馆
明孝陵博物馆位于中国江苏省南京市玄武区中山门外四方城1号、明孝陵景区大金门入口东南侧，为展示明孝陵及其所代表的明文化的专题博物馆，馆址最初设于梅花山暗香阁，现馆址为利用原南京手表厂部分旧厂房改造而成，2009年2月对外开放，基本陈列为《大明孝陵》（分为孝陵雄姿、传奇帝王、选址建陵、创新规制、历史地位、孝陵沧桑等六个部分），并设有明式家具馆、织锦馆、茶艺馆和360度环幕影院等。
该馆开放时间为每天8：30-17：00（提前半小时停止入馆），全年无休。